# Polo aux Jeux olympiques de 1920
Navigation
Édition précédente Édition suivante
Pour la troisième fois, les Jeux olympiques d'été accueillent le tournoi olympique de polo.

## Podium
| Médaille | Équipe      | Participants                                                                |
| -------- | ----------- | --------------------------------------------------------------------------- |
| Or       | Royaume-Uni | Teignmouth Melville Frederick Barrett John Wodehouse Vivian Lockett         |
| Argent   | Espagne     | Leopoldo de La Maza Justo de San Miguel Alvaro de Figueroa José de Figueroa |
| Bronze   | États-Unis  | Arthur Harris Terry Allen John Montgomery Nelson Margetts                   |

## Résultats

### Demi-finale
- L' Espagne bat les  États-Unis: 13 à 3
- Le  Royaume-Uni bat la  Belgique: 8 à 3

### Finale
- Le  Royaume-Uni bat l' Espagne: 13 à 11
- Pour la troisième place
  - Les  États-Unis bat la  Belgique: 11 à 3

## Sources
- Liste des médaillés sur le site officiel du CIO